# Ściapan Niekraszewicz
Ściapan Niekraszewicz (biał. Сцяпан Міхайлавіч Некрашэвіч; ur. 8 maja 1885 w wiosce Daniłówka w powiecie bobrujskim, zm. 20 grudnia 1937) – białoruski naukowiec, działacz społeczny, inicjator stworzenia Instytutu Kultury Białoruskiej i jego pierwszy dyrektor (1922–1925).

## Życiorys
Pochodził ze szlacheckiej rodziny Niekraszewiczów herbu Lubicz, do której należał majątek Daniłówka w powiecie bobrujskim. W 1908 ukończył seminarium nauczycielskie w Poniewieżu, a pięć lat później Wileński Instytut Pedagogiczny. Pracował w szkołach powiatu telszańskiego na Kowieńszczyźnie.
W czasie I wojny światowej zmobilizowany do armii rosyjskiej, walczył na froncie rumuńskim. Należał do Białoruskiej Socjalistycznej Hramady, a później do Białoruskiej Partii Socjalistów-Rewolucjonistów.
Od jesieni 1917 przebywał w Odessie, gdzie pracował jako kierownik sekcji białoruskiej przy gubernialnym oddziale oświaty. W wyniku jego starań powołano do życia 30 białoruskich szkół podstawowych oraz gimnazjum białoruskie, w którym uczyli się uciekinierzy wojenni z Białoruskiej SRR.
Po utworzeniu Białoruskiej Republiki Ludowej reprezentował jej interesy na południu Ukraińskiej SRR, utrzymywał kontakty z Ententą. Opowiadał się za stworzeniem białoruskiej armii w celu walki z wojskami bolszewickimi. Stał na czele Białoruskiego Centrum Narodowego w Odessie, kontynuując jednocześnie naukę w lokalnym Wyższym Instytucie Międzynarodowym.
W 1920 powrócił na teren Białoruskiej SRR, podejmując pracę w Ludowym Komisariacie Oświaty BSRR, gdzie był dyrektorem Departamentu Literacko-Wydawniczego oraz przewodniczącym komisji naukowo-terminologicznej. Wziął aktywny udział w pracach nad stworzeniem Instytutu Kultury Białoruskiej, którego został pierwszym dyrektorem (1922–1925) oraz przewodniczącym Wydziału Nauk Humanistycznych i Komisji Słownikowej (1926–1928). W 1928 roku został mianowany członkiem Akademii Nauk BSRR oraz dyrektorem jej Instytutu Lingwistyki – pracował nad wydawaniem słowników białoruskiej terminologii.
Wykładał białorusoznawstwo na Wydziale Medycyny, a od 1927 był zatrudniony jako docent na Wydziale Pedagogicznym BUP.
Od 1927 do 1931 wchodził w skład CKW Białoruskiej SRR. 21 lipca 1930 aresztowany przez NKWD w sprawie Związku Wyzwolenia Białorusi i postanowieniem sądu skazany na zsyłkę do Udmurcji. 19 grudnia 1937 Sąd Najwyższy Białoruskiej SRR orzekł wyrok kary śmierci.

## Publikacje
- "Беларускі лемантар" (1922)
- "Наша сіла — ніва ды машына" (1925)
- "Беларуска-расійскі слоўнік" (1925) i "Расійска-беларускі слоўнік" (1928 – oba wraz z Mikałajem Wałkowem)
- "Праграма для збірання асаблівасцей беларускіх гаворак і гаворак, пераходных да суседніх моваў" (1927, wraz z P. A. Buzukiem)
- "Мова кнігі Касьяна Рымляніна Ераміты "О уставах манастирских" (1928)
- "Васіль Цяпінскі. Яго прадмова, пераклад Евангелля на беларускую мову і мова перакладу" (nie opublikowano).
- "Правапіс спрэчных дзеяслоўных форм" (1922)
- "Да пытання аб укладанні слоўніка жывой беларускай мовы" (1925)
- "Да пытання пашырэння акання на чужаземныя словы" (1926)
- "Да характарыстыкі беларускіх гаворак Парыцкага раёна" (1929)
- "Праект беларускага правапісу" (1930)
- "Сучасны стан вывучэння беларускай мовы", "Да пытання аб рэформе нашага правапісу" (1927)
- "Становішча культурна-асветных устаноў Беларусі пры нэпе" (1924, artykuł)
- "Да пяцігадовага плана навукова-даследчай працы БССР" (1928, artykuł).